# Sam Whiskey
Sam Whiskey is een Amerikaanse westernfilm uit 1969 van Arnold Laven. De film was een van de eerste die volgens de nieuwe MPAA-adviezen werd beoordeeld.

## Verhaal
Sam Whiskey krijgt een nieuwe baan aangeboden door Laura, een weduwe. Al snel ontdekt Whiskey een fortuin aan goudstaven die de man van Laura vlak voor zijn dood had gestolen. Deze staven terugbrengen naar de munt blijkt echter niet zo simpel.

## Rolverdeling
| Acteur            | Personage          |
| ----------------- | ------------------ |
| Burt Reynolds     | Sam Whiskey        |
| Angie Dickinson   | Laura Breckenridge |
| Clint Walker      | O.W. Bandy         |
| Ossie Davis       | Jed Hooker         |
| William Schallert | Peters             |
| Woodrow Parfrey   | Bromley            |